# Трояново (Підляське воєводство)
Трояново (пол. Trojanowo) — село в Польщі, у гміні Клюково Високомазовецького повіту Підляського воєводства.
Населення — 187 осіб (2011).
У 1975-1998 роках село належало до Ломжинського воєводства.

## Демографія
Демографічна структура станом на 31 березня 2011 року:
|          | Загалом | Допрацездатний вік | Працездатний вік | Постпрацездатний вік |
| -------- | ------- | ------------------ | ---------------- | -------------------- |
| Чоловіки | 108     | 21                 | 67               | 20                   |
| Жінки    | 79      | 14                 | 37               | 28                   |
| Разом    | 187     | 35                 | 104              | 48                   |